# Луніка Володимир Миколайович
Володи́мир Микола́йович Луні́ка — старший солдат Збройних сил України, учасник російсько-української війни.

## Нагороди
- За особистий внесок у зміцнення обороноздатності Української держави, мужність, самовідданість і високий професіоналізм, виявлені під час виконання військового обов'язку, та з нагоди Дня Збройних Сил України нагороджений орденом «За мужність» III ступеня (2.12.2016).[1]
- Медаль «За військову службу Україні»[2]